# Аррениус, Густаф Олоф Сванте
Густаф Олоф Сванте Аррениус (швед. Gustaf Olof Svante Arrhenius, также Olaf Arrhenius; 5 сентября 1922 — 3 февраля 2019) — американский океанолог и петролог шведского происхождения.

## Биография
Родился в 1922 году в Стокгольме. Сын известного шведского химика Олофа Аррениуса; внук Нобелевского лауреата, шведского физико-химика Сванте Аррениуса.
Окончил Стокгольмский университет. Участвовал в океанографических исследованиях дна Атлантики и Средиземноморья на исследовательском судне M/S Skagerak в 1946 году. Затем принимал участие в качестве геохимика в шведской океанографической экспедиции Albatross, совершившей кругосветное путешествие в 1947—1948 годах под руководством Ганса Петтерссона (Hans Pettersson, 1888—1966), профессор океанографии и директор Гётеборгского института океанографии. Обработка полученных в экспедиции данных позволили Аррениусу получить докторскую степень по естественным наукам в 1953 году в Стокгольмском университете.
В 1952 году Густаф Аррениус переехал в США и начал работать в Океанографическом институте Скриппса в Калифорнии в качестве океанографа. Спустя три года стал доцентом биогеохими, затем занимал различные преподавательские и консультативные должности в других научных учреждениях. Возглавлял Межведомственную лаборатория космической науки (Interdepartmental Laboratory of Space Science) в университете Калифорнии в Сан-Диего (1962—1963 годы), там же был заместителем директора Института по изучению материи (Institute for the Study of Matter, 1966—1970 годы) и ассоциированным членом кафедры прикладной физики и прикладных наук (Applied Physics and Information Science). Также Аррениус являлся членом группы NASAqui, анализировавшей первые образцы лунного грунта (1970—1972 годы), был членом Консультативного комитета НАСА по исследование комет и астероидов (1973—1975 годы).
Является членом Американской ассоциации содействия развитию науки, иностранным членом Шведской академии наук и членом Общества науки и знаний в Гётеборге.

### Семья
В 1948 году, вернувшись из кругосветной экспедиции, женился на Eugenie «Jenny» de Hevesy (род. 1926), в семье родилось трое детей: Susanne, Thomas и Peter.